# Authion (rivière)
Pour les articles homonymes, voir Authion.
L'Authion est une rivière française qui coule dans les départements d'Indre-et-Loire et de Maine-et-Loire, dans les deux régions du Centre-Val de Loire et des Pays de la Loire. C'est un affluent direct du fleuve la Loire en rive droite.

## Géographie

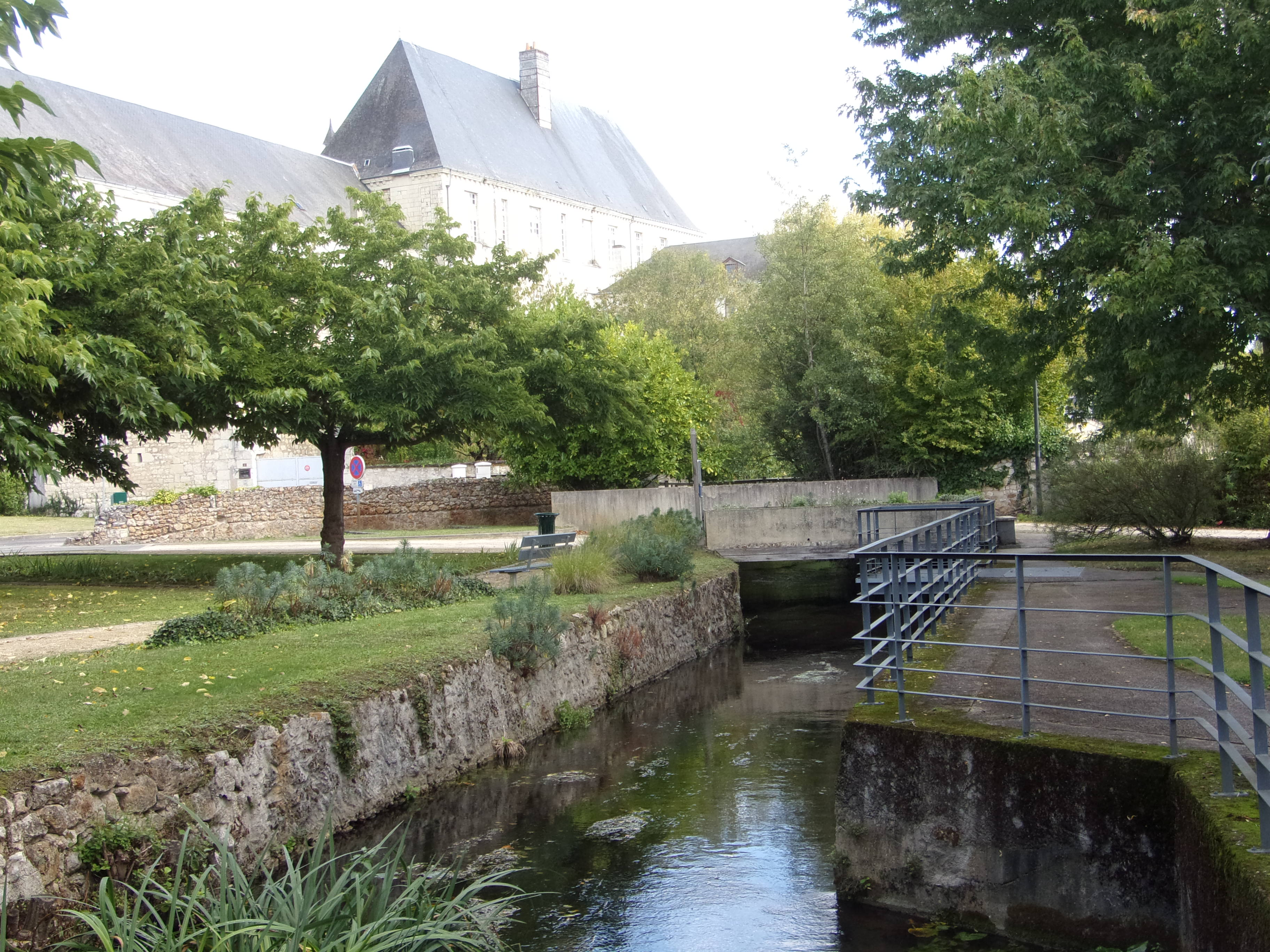
Bourgueil : l'Authion, appelé Changeon.

De 99,8 km de longueur, elle naît en Indre-et-Loire près de Bourgueil, à Hommes, à la fontaine de la Favrie, à 86 m d'altitude.
Elle coule globalement de l'est vers l'ouest.
Elle se jette dans la Loire près d'Angers à Sainte-Gemmes-sur-Loire, à 15 m d'altitude, et à l'ouest des Ponts-de-Cé.
De sa source à Bourgueil, elle porte le nom de Changeon, puis à partir de Bourgueil on la nomme « Doigt » ou « Douet ».

### Communes et cantons traversés
Dans les deux départements d'Indre-et-Loire et du Maine-et-Loire, l'Authion traverse les vingt-quatre communes suivantes de Hommes (source), Rillé, Continvoir, Gizeux, Benais, Bourgueil, Saint-Nicolas-de-Bourgueil, Chouzé-sur-Loire, Brain-sur-Allonnes, Varennes-sur-Loire, Allonnes, Villebernier, Saumur, Vivy, Longué-Jumelles, Saint-Clément-des-Levées, Gennes-Val-de-Loire, Beaufort-en-Anjou, La Ménitré, Mazé-Milon, Loire-Authion, Trélazé, Les Ponts-de-Cé, Sainte-Gemmes-sur-Loire (confluence).
Soit en termes de cantons, l'Authion prend source dans le canton de Langeais, traverse les cinq canton de Longué-Jumelles, canton de Saumur, canton de Beaufort-en-Vallée, canton d'Angers-7, canton des Ponts-de-Cé, conflue dans le canton d'Angers-2 dans les trois arrondissement de Chinon, arrondissement de Saumur et arrondissement d'Angers.

### Bassin versant

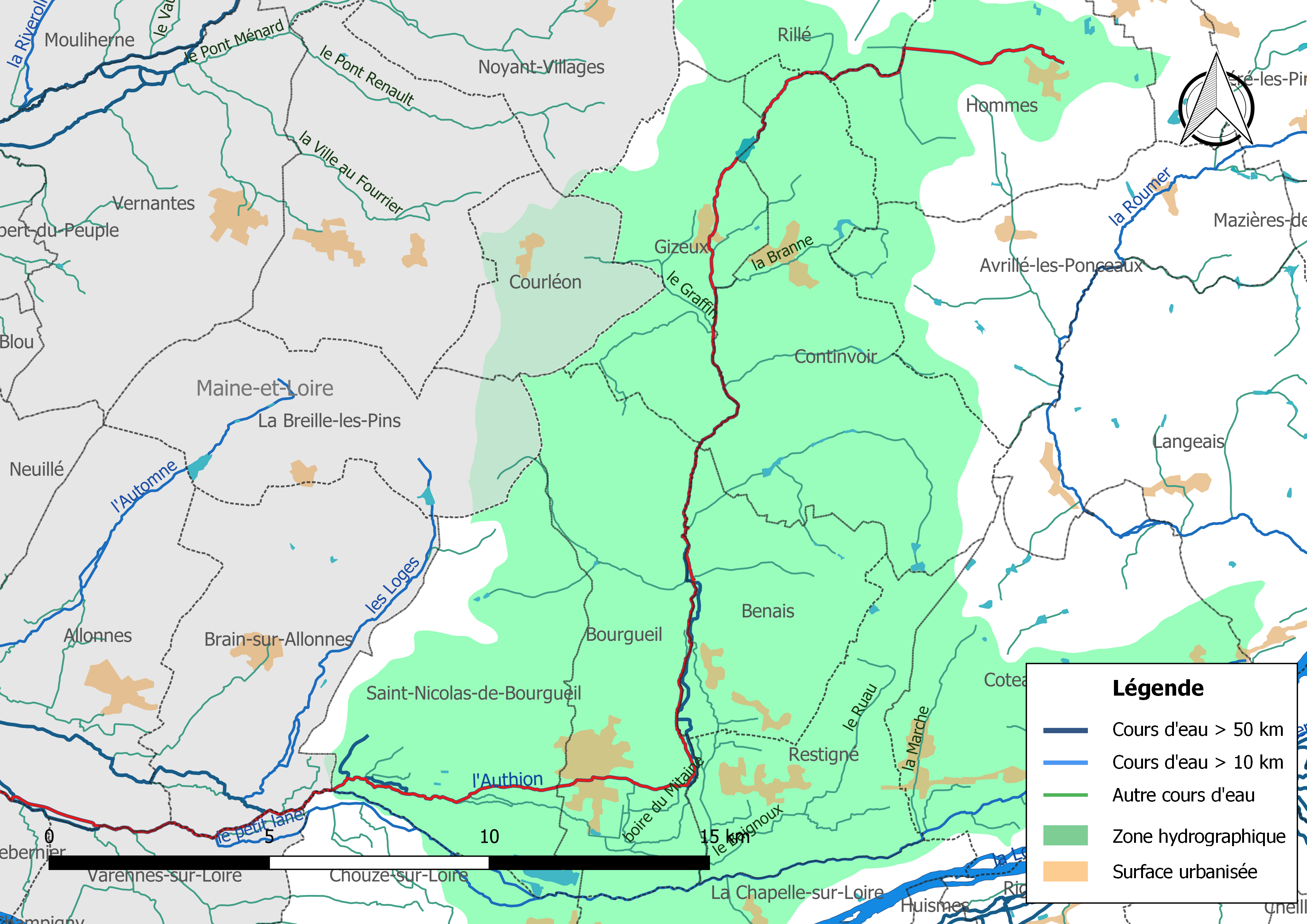
Cours d'eau l'Authion et le bassin versant du Changeon (partie amont de l'Authion).

Le bassin versant de l'Authion est de 1 476 km2.

### Organisme gestionnaire
L'organisme gestionnaire est le SAGE de l'Authion.

## Affluents
L'Authion a trente tronçons ou affluents référencés dont :
- la Branne (rg[note 1]), 5,7 km sur les trois communes de Gizeux, Continvoir et Avrillé-les-Ponceaux.
- le Graffin (rd), 3,9 km sur les deux communes de Courléon et Gizeux avec un affluent.
- le Millet (rg), 5,4 km sur les trois communes de Gizeux, Continvoir et Avrillé-les-Ponceaux.
- le Lane (rg), 24,6 km sur dix communes avec cinq tronçons affluents et de rang de Strahler trois.
- l'Automne (rd), 15,2 km sur les trois communes de Vivy, Allonnes et La Breille-les-Pins avec deux bras.
- les Courants (rg), 1,3 km sur trois communes.
- le Viel Authion (rg), 6,9 km sur trois communes.
- le Lathan (rd), 57,8 km.
- la Curée (rd), 9,4 km sur les trois communes de Beaufort-en-Anjou, Longué-Jumelles et Les Bois d'Anjou.
- le Couasnon (rd), 34,8 km sur dix communes avec huit tronçons ou affluents référencés.
- le fossé de la Coutière (rg), 2,4 km sur la seule commune de Mazé-Milon.

## Hydrologie
L'Authion a été observé à deux stations hydrologiques :
- l'Authion à Longué-Jumelles (Pont Saint-René) du 1er décembre 1967 au 1er janvier 1980, à 19 m d'altitude et pour un bassin versant de 477 km2[6].
- l'Authion aux Ponts-de-Cé (pont Bourguiguon) du 1er mars 1966 au 1er janvier 1996, à 15 m d'altitude et pour un bassin versant de 1 500 km2[7].

## Histoire
Avant la création des départements français en 1790, l'Authion prenait sa source dans les limites intérieures de l'ancienne province d'Anjou, qui incluait, à l'époque, le "Pays du Bourgueillois", dépendant de la sénéchaussée de Saumur.
Aujourd'hui, cette partie du département d'Indre-et-Loire se nomme la Touraine angevine.

## Aménagements et écologie
- Rivière canalisée et tronçonnée par 40 huit barrages[réf. nécessaire].